# Trumna chłopska
Trumna chłopska – obraz olejny polskiego malarza Aleksandra Gierymskiego.
Podczas pobytu w Krakowie w latach 1893-1894 artysta odwiedzał Włodzimierza Tetmajera, mieszkającego w Bronowicach Małych. Wtedy zrodził się pomysł i powstały pierwsze szkice do obrazu Trumna chłopska. Była to jedna z ostatnich kompozycji figuralnych malarza, który malował później tylko pejzaże i architekturę.

## Opis obrazu
Obraz ma prostą kompozycję i utrzymany jest w stonowanych barwach. Przedstawia chłopską parę siedzącą na przyzbie przed domem. Tło sceny stanowi bielona drewniana ściana zrębowej chałupy, kamieniste podwórze pokrywa szary pył. Mężczyzna w jasnej koszuli wypuszczonej na spodnie plecami opiera się o drewnianą ścianę. Ma gęste czarne włosy, czerstwą twarz ze spalonymi słońcem policzkami. W ustach ma fajkę, podtrzymuje ją prawą dłonią. Spogląda przed siebie, wzrok ma nieobecny, oddalony ale spokojny i skupiony. Pochylona do przodu stara kobieta siedzi w długiej do kostek spódnicy. Głowę i ramiona ma przykryte kraciastą chustą. Jej wzrok, również nieobecny, jest pełen rozpaczy, oczy – zdziwione. Obie postaci są bose. Mężczyzna i kobieta robią wrażenie ludzi doświadczonych i zmęczonych życiem. Na pierwszym planie, u stóp gospodarzy na ziemi śpi skulony pies. 
Jednym z dwóch barwnych elementów przykuwającym wzrok widza, obok kraciastej chusty kobiety, jest niebieskie wieko małej trumny z wielkim białym krzyżem. Jego rozmiary świadczą o tym, że zmarło dziecko. Obecność tego przedmiotu sprawia, że prosta scena staje się zapisem rodzinnej tragedii i refleksją nad dolą XIX-wiecznego chłopa, wyniszczonego ciężką pracą i żyjącego w nędzy. 
Andrzej Wajda napisał:  Nie znam w polskim malarstwie obrazu, gdzie obecność tragizmu byłaby równie silna. Właśnie tragizmu, nie dramatyzmu. Jest w tym obrazie duch antycznej tragedii, która rozstrzyga się zawsze w pełnym świetle dnia, na oczach sąsiadów, przed domem....
W 2016 roku obraz został wypożyczony do Muzeum Górnośląskiego w Bytomiu, gdzie był eksponowany do czerwca 2018 roku.